# Evolingo
Evolingo ist eine Theorie im Spannungsfeld zwischen Biologie (Evolution) und Sprachwissenschaft (Linguistik). Gegenstand ist die Entstehung der menschlichen Sprache aus dem Tierreich. Dabei gehen die Vertreter davon aus, dass die neurobiologischen Voraussetzungen (sog. Module) bereits im Tierreich vorhanden waren, möglicherweise sogar schon zur Zeit der Dinosaurier. Im Laufe der Menschheitsgeschichte wurden diese dann neu genutzt bzw. neu kombiniert. Begünstigt wurde dies durch anatomische Entwicklungen und soziale Faktoren, was dann schließlich zur Entstehung der menschlichen Sprache führte.

## Entstehung
Begründet wurde die Theorie von Marc Hauser (Harvard University), Noam Chomsky und Tecumseh Fitch.
Ausgangspunkt war die Unzufriedenheit mit den bisherigen Forschungsansätzen. Vor allem die jahrzehntelangen Forschungen über die Lautäußerungen von Tieren (Pfeifen, Zwitschern, Bellen, Grunzen etc.) haben nach Ansicht der Begründer von Evolingo keine wirklichen Erkenntnisse gebracht, da es diesen Lautäußerungen an einer flexiblen Semantik und Syntax mangelt. Zudem ist die menschliche Sprache nicht von Lautäußerungen abhängig (Schrift, Gebärdensprache).
Dies führte letztlich zur Loslösung von der Erforschung der Lautäußerungen hin zur Erforschung der neurobiologischen Voraussetzungen.

## Proto-Sprache
Einige Forscher nehmen eine Proto-Sprache an, ein Zwischenstadium zwischen tierischer Kommunikation und menschlicher Sprache. Diese Annahme wird jedoch nicht von allen Wissenschaftlern geteilt.
Die Bezeichnung Proto-Sprache wurde 1973 von dem Anthropologen Gordon Hewes geprägt.

## Belege
Als Belege für Evolingo gelten unter anderem:
- Das vergrößerte Broca- und Wernicke-Areal in der linken Hirnhälfte bei Schimpanse, Australopithecus und Homo erectus.
- Das Vorkommen des FOXP2-Gens bei anderen Arten.